# Medicago rigida
Medicago rigida är en ärtväxtart som först beskrevs av Pierre Edmond Boissier och Benedict Balansa, och fick sitt nu gällande namn av E.Small. Medicago rigida ingår i släktet luserner, och familjen ärtväxter. Inga underarter finns listade i Catalogue of Life.